# إبراهيم حسن (الشرقية)
قرية إبراهيم حسن هي إحدى القرى التابعة لمركز أولاد صقر في محافظة الشرقية في جمهورية مصر العربية. حسب إحصاءات سنة 2006، بلغ إجمالي السكان في إبراهيم حسن 3296 نسمة، منهم 1735 رجل و1561 امرأة.